# قلعة بوشناق
 قلعه بشناق حصن تاريخى منيع، في مدينة رأس الخيمة تابعة لإمارة رأس الخيمة في دولة الإمارات العربية المتحدة.
حصن بشناق
يوجد هذا الحصن في رأس الخيمة وينطق ويحكي تاريخ المنطقة والأجداد عبر القرون بمنطقة الخليج العربي عن طريق الصوت والضوء حيث يبدأ الحصن حديثه بهذه الكلمات : « أبدأ باسم الله .. شاهد والشهادة لله .. لا أعرف إلا الصدق .. لا أحب إلا المكارم وجلائل الأعمال تذكروا يا سادتي الكرام .. تذكروا ماضي الأيام .. تذكروا ما حدث وفات .. وهيا بنا إلى وادي الذكريات». ويروي الحصن القصص والأمجاد التي تتحدث عن حضارات فينيقيا وأشور وبابل وحضارة جلفار والهيلي وأم النار وعن أيام الغوص والكفاح ضد المستعمرين .